# 埃爾邁拉鎮區 (密歇根州)
埃爾邁拉鎮區（英語：Elmira Township）是位於美國密歇根州奧齊戈縣的一個行政鎮區。

## 地方資料
埃爾邁拉鎮區的面積為93.94平方千米，當中陸地面積為92.83平方千米，而水域面積為1.11平方千米。根據2020年美國人口普查的數據，當地共有人口1714人，而人口密度為每平方千米18.25人。